# Віллем Кес
Віллем Кес (нід. Willem Kes; 16 лютого 1856, Дордрехт — 22 лютого 1934, Мюнхен) — нідерландський скрипаль, композитор і диригент.
Навчався грі на скрипці у Дордрехті у місцевих педагогів. З 1871 року займався у Ф. Давіда у Лейпцигській консерваторії, з 1873 року — у Генрика Венявського (Брюссель), з 1875 року — у Йозефа Йоахіма (Берлін). З 1876 року — концертмейстер симфонічного оркестру в Амстердамі, диригент музичного товариства «Моцарт» у Дордрехті. З 1888 року — керівник симфонічного оркестру «Консертгебау» в Амстердамі, з 1895 року — Шотландського оркестру у Глазго. У 1898—1900 роках — диригент симфонічних концертів Московського філармонічного товариства, у 1901-04 роках — директор музично-драматиного училища цього товариства. У 1905—26 роках — директор Музичного інституту у Кобленці. Останні роки життя жив у Мюнхені.
Автор симфонічної увертюри, скрипкового і віолончельного концертів, сонати для скрипки і фортепіано, фортепіанних п'єс та інших. Кесу належить оркестровка «Симфонічних етюдів» Роберта Шумана.